# Kanton Sens-Sud-Est
Kanton Sens-Sud-Est (fr. Canton de Sens-Sud-Est) byl francouzský kanton v departementu Yonne v regionu Burgundsko. Skládal se z devíti obcí. Zrušen byl po reformě kantonů 2014.

## Obce kantonu
- Maillot
- Malay-le-Grand
- Malay-le-Petit
- Noé
- Passy
- Rosoy
- Sens (jihovýchodní část)
- Vaumort
- Véron